# 山川智也
山川 智也（やまかわ ともや 1984年11月27日 - ）は、神奈川県横浜市出身のラジオパーソナリティ・イベントMCである。

## 人物
大学時代より「ラジオDJ」として事務所に所属し、ラジオに加え、イベントや企業主催などの企画MCとして活躍。大学卒業後に「野宿で行く日本の鉄道乗りつぶしの旅」を一人で行い、2007年7月～12月の約6か月かけて、野宿をしながら日本全国の在来線を完乗した。
また、ラジオパーソナリティ界で随一の鉄道マニアであり、FMヨコハマのTresen内の鉄道紹介コーナー「ワンマン車掌の鉄分乗々」
では、山川が車掌に扮し、自身の持つ鉄道知識を紹介したり、同コーナーの派生企画として2009年から年1回開催される「Tresen鉄道王決定戦」は、問題の作成や進行役などを行っている。2017年より事務所から独立し、フリーとして活躍中。

### 趣味
- 前述の通り「鉄道」であるが、趣味が高じ、2015年に国家資格である「国内旅行業務取扱管理者検定」を取得。

## 出演

### ラジオ
- 「Tresen」ワンマン車掌の鉄分乗々（毎週火曜18:00～、FMヨコハマ）
  - 月に一度、山川の知人である「DJマクラギ」が出演する回があり、その場合、山川は出演しない。
- 「JP TOP20」（毎週日曜16:00～17:55、ミュージックバード）

### 過去

#### FMヨコハマ
- 「開国博Y150 INFORMATION」（2009年）- リポーター
- 「Shonan King 決定戦」（2016年、2017年）- イベントMC
- 「Tresen サマースクール」（2017年）- イベントMC
- 「胸騒ぎのサマースクール」（2019年）- イベントMC

#### 茨城放送
- 「平将門の世界」（2009年）- 紹介リポーター

#### ミュージックバード
- 「Radio Magic NEXT」（2008年～2009年）
- 「Morning Community」（2009年）- 元日リポーター
- 「Power Up Morning SUNDAY」（2009年～2013年）
- 「まほろばステーション」（2014年～2016年）